# Rayo Club de Madrid
El Rayo Club fue un club de baloncesto con sede en Madrid, España. Fue creado en 1929 de la mano de varios aficionados sudamericanos y el madrileño Pedro Gil, residente en Cuba durante 18 años y donde conoció este deporte y a los hermanos Alonso. Ellos fueron algunos de los primeros destacados de un deporte nacido en Estados Unidos en 1891, y que llegó a Europa en los años veinte. Fue uno de los mejores clubes de Madrid y de España hasta que por problemas económicos se vio abocado a la desaparición en 1942.
En sus poco más de diez años de vida fue junto al Madrid Basket-Ball un gran dominador del baloncesto castellano. Fue además el primer vencedor del Campeonato de España, al vencer al club madridista por 21-11 en la final celebrada en Madrid. A nivel nacional sumó un título más de Copa, conquistando un total de dos. A nivel regional, ostentó siete títulos regionales castellanos.
Grandes nombres vinculados al club, como los mencionados Alonso, introdujeron en el incipiente baloncesto español conceptos técnicos aprendidos en su estancia en Estados Unidos, como los distintos tipos de defensa o los movimientos de pívot, totalmente desconocidos en aquel entonces en España, siendo uno de los clubes pioneros y desarrolladores.

## Historia

### Origen y antecedentes
Fueron los hermanos Alonso, de ascendencia vasca y nacidos en Cuba, quienes fundaron el Rayo Club de Madrid. Practicantes de varios de los deportes más populares del territorio americano, se decantaron finalmente por el baloncesto, deporte que continuaron practicando a su llegada a España. La falta de clubes en la capital de un aún incipiente deporte en el país, motivó que junto al amigo familiar Pedro Gil y José Segurado fundasen el club además de introducir diversos conceptos técnicos desconocidos en el país.
Originarios del país caribeño, aún con influencia española debido a la anterior Capitanía General de Cuba, fueron Emilio y Pedro los más reconocidos. Allí conocieron al madrileño Gil, residente en Cuba durante casi dos décadas y aficionado también de este deporte y que años después se reencontrarían en España. Iniciados en el baloncesto en Louisiana, donde jugaban en el Saint Paul College desarrollaron unas cualidades que les harían ser dos de las grandes figuras españolas.
Ellos, junto a su primo Claudio recalaron después en el Madrid Basket-Ball Club tras la desaparición del club por problemas económicos.

### Corta y exitosa trayectoria
Contaba en sus orígenes con dos equipos, el "A" y el "B", circunstancia habitual en la época. Dichos equipos fueron los que disputaron la primera final del Campeonato de Castilla. De manera sorprendente, el equipo "B", en teoría menos ducho que el "A", consiguió imponerse. De nuevo se proclamaron campeones de la región la temporada siguiente, pese a perder a gran número de sus jugadores, siendo esta vez su primer equipo el vencedor al derrotar al Madrid Basket-Ball Club en una reñida final. En esta segunda edición es donde se inició una fuerte rivalidad entre ambos conjuntos que perduró hasta la desaparición del club rayista.
Nuevamente se enfrentaron en la final de la tercera edición siendo esta vez los perdedores. Aun así, el subcampeonato les permitió jugar la primera edición del Campeonato de España celebrada en el otoño de 1933 en Madrid. Tras los gastos que suponían los desplazamientos, solo contendieron dos federaciones, la castellana y la catalana, representadas ambas con dos equipos cada una.

## Uniforme
Los pocos datos sobre la época hacen difícil asegurar la evolución del uniforme del club rayista. Distintas fotografías de la época, y crónicas de partidos hacen referencia al menos a dos uniformes, uno de color negro, y otro de color amarillo.